# 엿보기 구멍
《엿보기 구멍》(ノ・ゾ・キ・ア・ナ 노·조·키·아·나[*])은 일본의 작가 혼나 와코우가 연재한 만화 작품이다. 2009년 1월 23일부터 쇼가쿠칸의 모바일 유료 만화 사이트 모바MAN(モバMAN)"에서 연재하고 있었다. 단행본은 2013년 2월에 전 13권으로 완결되었다.

## 스토리
혼자 사는 아파트에서 발견한 벽의 구멍. 가끔씩 그 곳에서 시선을 느끼는 것 같아 이상하다고 느낀 키도는 어느 날 구멍을 통해 옆 방에 여자가 있는 것을 보았다. 그걸 알아차린 상대방이 구멍으로 접근하여 눈이 마주치자 깜짝 놀란 키도는 그 일에 대해 말하러 옆집으로 찾아간다. 그리고 옆집의 여성으로부터 구멍으로 서로 보여주기를 하면 어떻겠냐는 뜻밖의 제안을 받게 된다. 그 제안을 거절도 못하고 얼떨결에 승락한 키도는 그 여자가 무방비로 옷을 벗고 있던 것을 보게 된다. 학교로 가보니 같은 클래스에 여자가 있었고, 그 여자의 이름은 이쿠노 에미루...그날 이후로 월.수.금은 키도가 엿보고 화.목.토는 에미루가 엿보면서 점차 생활이 익숙해져 가는데...

## 등장 인물
키도 타츠히코(城戸 龍彦)
주인공. 전문 학교에 다니기 위해 도쿄로 상경하여 아파트에 살고 있다. 그곳에서 옆집에 사는 이쿠노 에미루에게 약점을 잡혀 서로 엿보기를 하게 된다. 그러다가 서로의 진심을 알게되고 에미루의 처녀를 받는다. 에미루의 가면을 깨준 결정적인 사람.
이쿠노 에미루(生野 えみる)
타츠히코의 동급생으로 아파트의 이웃. 타츠히코에게 관심을 갖게 되어 그의 방을 본다는 것에 흥분하는 버릇이 있으며, 하루 교대로 상대 방을 들여다 볼 수 있다. 타츠히코에게 마음을 두고 있는 듯한 행동이나 발언을 하지만 속마음을 잘 알 수 없는 타입. 애정이 없으면 키스는 하지 못하는 듯 타츠히코와도 알몸으로 몇 번 접촉하고는 했지만 키스는 하지 않으려고 했다. 그러나 마지막에 키도에게 편지로 고백을 하여 첫 섹스를 하고, 1년동안 자취를 감추다가 마지막에 아파트에서 다시만나 해피엔딩이 된다.
코토비키 유리(琴引 友里)
타츠 히코의 동급생이며 1대애인. 눈길을 끄는 비범한 스타일의 소유자. 타츠히코에게 적극적으로 어필해서 사귀는 사이로 발전했다. 하지만 예전부터 다른남자와 사귀고 있고 주말에는 부모님이 엄격하다는 이유로 바람을 폈다. 그것이 에미루에게 발각되고 동시에 타츠히코에게도 발견되고 차이게 되었다.
테라카도 마키코(寺門 巻子)
밝은 분위기의 중성적인 여학생. 고교 시절에는 짧은 머리에 보이시한 분위기의 운동계 학생이었다. 레즈비언 기질이 있어서 에미루를 좋아한다.
혼나미 쇼코(本並 翔子)
타츠히코가 다니는 전문학교의 강사.
나루세 타마코(成瀬 珠子)
타츠히코의 소꿉친구. 남자 못지않게 행동적인 성격이며, 고교 시절에는 남자들과 함께 역겨운 놀이를 반복하고 있었다. 그러다 마침내는 타츠히코에게 큰 상처를 주고 만다. 타츠히코를 만나러 상경했다가 그의 본심을 듣고는 고향으로 돌아간다.
코모리 치사토(小森 千里)
학교의 남자들에게 인기 있는 전형적인 여자아이. 하지만 진짜 얼굴은...
와타리 마도카(亘 まどか)
타츠히코의 1년 후배이며 2대애인. 그러나 다른 학교를 다니고 왔기 때문에 나이는 타츠히코보다 3살 연상이다. 처녀로 키도가 그녀의 처녀를 받았다.
카지와라 나오(梶原 奈緒)
생활 때문에 누드 모델 일을 하고 있으나 본래는 화가 지망. 음악을 같이 하던 남자친구와 이별했다. 실연당한 처지인 타츠히코를 위로해준다.
모치즈키 시로(望月 志郎)
타츠히코의 1년 후배.
우에다 리에(植田 理恵)
타츠히코의 1년 후배.

## OVA
2013년 일본의 애니메이션 제작사인 유한회사스튜디오 판타지아가 OVA를 제작하여 같은 해 5월 24일 만화책 부록 DVD를 통해 출시하였다.

### 출연진
- 히라카와 다이스케 : 키도 타츠히코 역
- 키리가미네 사라 : 이쿠노 에미루 역
- 히노 마후유 : 코토부키 유리 역
- 키노시타 토오루 : 호리이 마코토 역
- 히라타 유카 : 테라카도 마키코 역 (특별출연)
- 모기 안추 : 요네야마 역
- 토오미 하루카 : 여자 역
- 타카하시 초초비 : 이웃 주민 역
- 세이토 히데 : 점원 역
- 에무 : 남자 역
- 미즈타마 라라 : 여자 역
- 오가와 린 : 혼나미 쇼코 역 (블루레이 추가판 등장인물)

### 제작진
- 애니메이션 제작 : 유한회사스튜디오 판타지아
- 원작 : 혼나 와코우
- 감독 : 니시지마 카츠히코
- 각본 : 오쿠보 마사히로
- 기획 : 테시가와라 세이코, 赤蝮銀太夫
- 프로듀서 : 쿠스하라 마리코, 사카이 슌지
- 연출 : 타카야마 히데키, 시미즈 아키라
- 음향 : 카메야마 토시키
- 음향효과 : 나카노 카츠히로
- 녹음 : 쿠마쿠라 토루, 타나카 타이키
- 캐릭터디자인 : 사쿠라이 마사아키
- 그림콘티 : 코바야시 이치조
- 총작화감독 : 핫토리 노리토모
- 작화감독 : 김이성, 시마타 히데아키, 우스다 요시오, 호소카와 슈헤이
- 미술감독: 유키 유키에
- 색채설계 : 이노우에 히데코
- 촬영 : 조장환, 김재현
- 촬영감독 : 하라다 츠토무노
- 동화 : ＡＩ, FＡＩ, Ｅ－ＣＨＯ
- 동화검사 : 와다 마사히토, 이시마루 료
- 마무리 : ＡＩ, FＡＩ, Ｅ－ＣＨＯ
- 색지정 / 마무리검사 : 시바타 쿄코
- 배경 : 박용일, 김경환, 황준필
- 편집 : 야나기 케이스케